# Consiliul Antifascist de Eliberare Națională a Iugoslaviei
Consiliul Antifascist de Eliberare Națională a Iugoslaviei, cunoscut cu abrevierea iugoslavă AVNOJ a fost organul deliberativ și legislativ înființat în orașul bosniac Bihać din fosta Iugoslavie în noiembrie 1942. A fost fondat de Iosip Broz Tito, conducătorul mișcării de rezistență armată partizanii iugoslavi comuniști care luptau împotriva forțelor ocupante ale Axei în perioada celui de-al Doilea Război Mondial.
AVNOJ s-a întrunit din nou în 1943 în orașul bosniac Jajce apoi în 1945 la Belgrad, la scurt timp după încheierea războiului în Europa. Între cele două sesiuni, funcționa printr-o președinție, un consiliu executiv și un Comitet Național de Eliberare a Iugoslaviei (NKOJ) căruia i se atribuise o autoritate pe care în mod obișnuit o dețineau cabinetele. În vreme ce Tito prezida în cadrul Comitetului, sesiunile și președinția AVNOJ erau exercitate de Ivan Ribar. În cadrul celei de-a doua sesiuni, s-a proclamat noul organ legislativ al Iugoslaviei și s-a hotărât să fie organizat ca o federație multi-etnică.
Începând cu 1944, aliații occidentali și guvernul iugoslav în exil au dat recunoaștere AVNOJ unic organ legislativ al Iugoslaviei. În cadrul celei de a treia sesiuni, s-a decis formarea Adunării Constituționale când Parlamentul Iugoslaviei s-a reunit în 1945. Deciziile pe care AVNOJ le-a luat prevedea fixarea granițelor a șase entități federale. De asemenea, a preluat de la guvernul iugoslav în exil rolul de organ de conducere legitim la Iugoslaviei în relațiile cu Aliații.

## Istoric

### Invadarea și rezistența

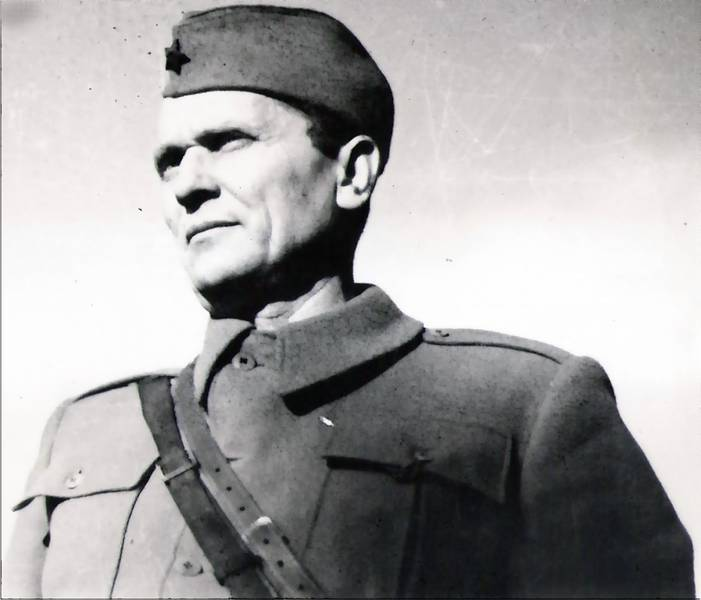
Iosip Broz Tito a condus partizanii iugoslavi ca rezistență la ocuparea Axei în Iugoslaviei

Regatul Iugoslaviei a aderat la Pactul Tripartit la 25 martie 1941 sub presiunea Germaniei naziste. Acesta din urmă a căutat să-și protejeze flancul sudic înainte de invazia planificată a Uniunii Sovietice, asigurând totodată disponibilitatea rutelor de transport și a resurselor economice în Balcani, unde era în desfășurare războiul greco-italian. Ca răspuns la pact, generalii Forțelor Armate Regale Iugoslave au dat o lovitură de stat înlăturând guvernul și pe prințul regent Paul. Generalul Forțelor Aeriene Regale Iugoslave Dušan Simović a devenit prim-ministru, iar regența a fost abolită declarând majoratul lui pe Petru al II-lea al Iugoslaviei pentru ca acesta să își poată prelua pe deplin demnitatea de rege, deși avea doar șaptesprezece ani.
La 6 aprilie 1941, puterile Axei au invadat și au ocupat rapid Iugoslavia. Părți ale țării au fost anexate de vecinii săi, iar Statul Independent al Croației (NDH) a fost creat ca un stat marionetă al Axei conduse de ustași. Prin iminenta înfrângere a țării, Partidul Comunist din Iugoslavia (KPJ) și-a instruit cei 8.000 de membri ai săi să înmagazineze arme anticipând rezistența armată. Până la sfârșitul anului 1941, rezistența armată s-a extins în toate zonele țării, cu excepția Macedoniei. Având experiență în operațiuni clandestine în întreaga țară, KPJ i-a organizat pe partizanii iugoslavi ca luptători de rezistență conduși de Josip Broz Tito. KPJ a considerat că invazia germană a Uniunii Sovietice a creat condiții favorabile pentru o revoltă. Biroul politic KPJ a fondat Cartierul General Suprem al Armatei Naționale de Eliberare a Iugoslaviei avându-l pe Tito în calitate de comandant șef la 27 iunie 1941, iar partizanii au luptat împotriva puterilor ocupante până în 1945.

### Guvernul iugoslav în exil

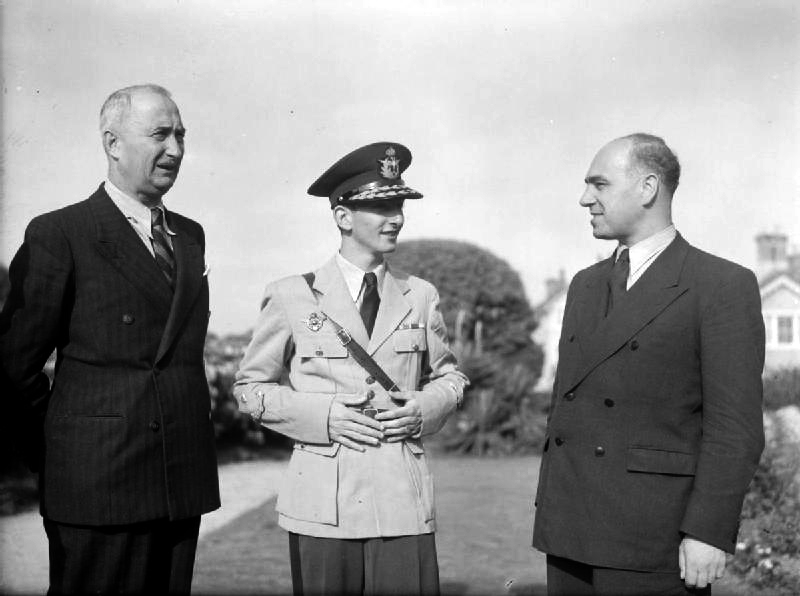
Regele Petru al II-lea al Iugoslaviei (centru) cu prim-ministrul guvernului în exil Dušan Simović (stânga) și ministrul Curții Regale Radoje Knežević (dreapta) la Londra, în iunie 1941, la scurtă vreme după ce a fugit din Iugoslavia

Regele Petru al II-lea împreună cu guvernul au plecat din Iugoslavia pe 14 aprilie 1941 când devenise evident că armata regală nu avea cum să apere țara.Decizia de a abandona rezistența armată organizată a pus guvernul iugoslav în exil într-o poziție neprielnică, amplificând și mai mult de diferențele politice dintre miniștri. Rămășitele guvernului de după lovitura de stat condus de Simović, se legitima prin Constituția iugoslavă din 1931, răspunzând în fața regelui. A rămas fără trei miniștri ai Partidului Țărănesc Croat (HSS), inclusiv Vladko Maček care deținea funcțiile de șef al partidului și de viceprim-ministru, care a demisionat și a rămas în țară. Astfel, HSS s-a divizat și și-a pierdut influența. Džafer Kulenović, singurul ministru care făcea parte din Organizația Musulmană a Iugoslavilor, a demisionat și el.
Guvernul în exil a fost fragmentat pe criterii etnice separând HSS de un bloc de miniștrii sârbi care proveneau din câteva partide dezbinate. Divizarea s-a adâncit datorită faptului că miniștrii HSS au avut rețineri să discute și să condamne atrocitățile ustașilor asupra sârbilor la finalul anului 1941. În ianuarie 1942, Simović a fost înlocuit de Slobodan Jovanović, iar decizia sa de a sprijini cetnicii a adâncit ruptura cu miniștrii HSS. Jovanović i-a văzut pe cetnici ca pe o forță de gherilă care promitea restaurarea monarhiei după război. Având și teama de comunism, noul premier a ales să ignore informațiile despre colaborarea cetnicilor cu puterile Axei și a decis să îl numească pe liderul acestora, Draža Mihailović, ministru al Armatei, Marinei și Forțelor Aeriene. În același timp, guvernul l-a promovat pe Mihailović general de armată și i-a redenumit oficial pe cetnici „Armata iugoslavă din Patrie”. În iunie 1943, Jovanović și-a dat demisia, nereușind să reunească miniștrii, iar succesorul său, Miloš Trifunović, și-a dat demisia după mai puțin de două luni. În august, Božidar Purić a fost numit prim-ministru al unui guvern mai mult administrativ compus în mare parte din funcționari publici, deși Mihailović și-a menținut funcția ministerială.

## Sesiuni

### Prima sesiune

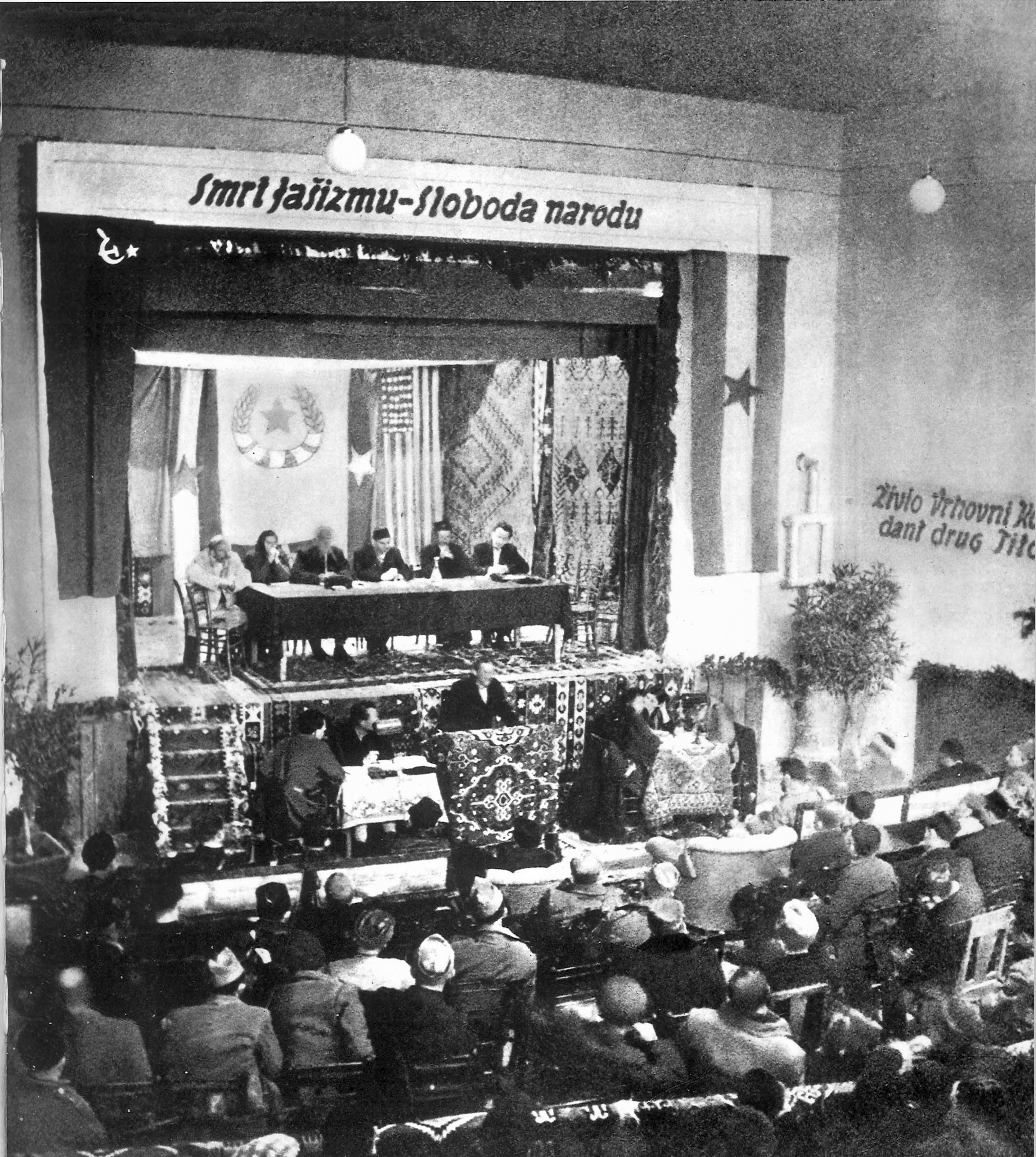
O imagine de la prima sesiune AVNOJ

În noiembrie 1942, partizanii au capturat orașul bosniac Bihać și și-au asigurat controlul asupra unei mari părți din vestul Bosniei, Dalmația și Lika, pe care au numit-o Republica de la Bihać. La 26 și 27 noiembrie, Consiliul Antifascist de Eliberare Națională a Iugoslaviei (AVNOJ) a fost înființat în acest oraș la inițiativa lui Tito și a KPJ. La sesiunea sa de fondare, AVNOJ a adoptat principiul unui stat federal multietnic ca bază pentru viitorul guvern al țării, dar nu a stabilit oficial ce sistem de guvernare va fi implementat după război. Într-o oarecare măsură a existat o ambiguitate în ceea ce privește numărul de viitoare unități federale și dacă toate vor avea statut egal în cadrul federației.
De asemenea, AVNOJ nu a menționat recunoașterea internațională a guvernului iugoslav în exil cu sediul la Londra care susținut de aliații occidentali; liderul sovietic Iosif Stalin nu a dorit să-i antagonizeze pe aliați sprijinindu-i pe partizani. Cu puțin timp înainte de sesiunea de la Bihać, Tito a adăugat termenul „Antifascist” la numele original al AVNOJ pentru a sublinia natura sa temporară și anti-Axă. Aceste măsuri au fost făcute ca răspuns la pozițiile sovietice exprimate în corespondența din perioada iulie-noiembrie 1942 între KPJ și Moscova. Cominternul l-a îndemnat pe Tito să înființeze un organ politic numai pentru a elibera țara și nu pentru a se opune monarhiei iugoslave. Sovieticii au cerut AVNOJ-ului să nu promoveze în mod deschis o agendă comunistă pentru a evita să antagonizeze cu aliații occidentali și au avertizat asupra numirii lui Tito în calitate de președinte al AVNOJ.
Delegații AVNOJ erau aleși pentru a reprezenta zone specifice ale Iugoslaviei: șaptesprezece pentru Bosnia și Herțegovina, cincisprezece pentru Croația, câte paisprezece pentru Serbia și Muntenegru, opt pentru Slovenia, șase pentru Sandžak și trei pentru Voivodina. Această distribuție însemna numărul de partizani pentru fiecare parte a țării care au fost angajați în lupta armată. O parte din delegații selectați nu au sosit, inclusiv toți cei care reprezentau Slovenia și Voivodina și alți doisprezece. Delegația slovenă a informat AVNOJ-ul despre sprijinul pe care i-l acordă prin telegramă. Macedonia nu a fost reprezentată deloc. AVNOJ-ul iau ales pe Ivan Ribar în fruntea președinției și pe Pavle Savić și Nurija Pozderac în calitate de vicepreședinți. Ribar a fost primul președinte al Adunării Constituționale a Regatului Sârbilor, Croaților și Slovenilor, care mai târziu a fost redenumit în Iugoslavia.
AVNOJ a numit, de asemenea, un consiliu executiv prezidat de Ribar. Avea trei vicepreședinți — Edvard Kocbek, Nurija Pozderac și Pavle Savić — și alți șase membri: Mladen Iveković (Afacerile Sociale), Veselin Masleša (Propagandă), Simo Milošević (Sănătate), Ivan Milutinović (Economie), Mile Peruničić (Afaceri Interne) și Vlada Zečević (Afaceri Religioase). Consiliul executiv nu a fost considerat oficial un guvern, iar Tito a spus în sesiunea de la Bihać că nu poate fi format un guvern din motive internaționale. În schimb, el a descris consiliul executiv ca pe un instrument politic de mobilizare a oamenilor.
După întâlnirea de la Bihać, au fost înființate consilii funciare cu rol de organe politice reprezentative pentru ceea ce se aștepta să fie părți individuale ale viitoarei federații. În ianuarie 1943, consiliul executiv al AVNOJ a anunțat „Împrumutul pentru Eliberarea Populară”, o încercare de a strânge jumătate de miliard de kune pentru cauza partizană. Regimul ustaș al NDH a lansat o campanie de propagandă în noiembrie 1942 pentru a discredita AVNOJ și au prezentat lupta partizanilor drept pro-sârbească și anti-croată. Campania, care s-a diminuat după martie 1943, a presupus publicarea de broșuri și articole din ziare, precum și mai multe mitinguri. Participarea sârbilor la revolte a fost evidențiată în timp ce participanții croați sau bosniacii musulmani din AVNOJ fie nu au fost menționați, fie au fost etichetați drept trădători, fie au fost numiți greșit. Numele lui Ribar a fost denaturat prin graiul sloven „Janez Ribar”.
Tito descrie scopul AVNOJ-ului în lucrarea sa Popoarele iugoslave luptă pentru libertate în 1944:
În toamna anului 1942, când cea mai mare parte a Iugoslaviei a fost eliberată, a apărut necesitatea înființării unui organ politic central pentru toată Iugoslavia, care să conducă toate aceste comitete [foste autorități locale] și să ușureze Înaltul Comandament de diferitele funcții politice care s-au acumulat constant prin forța împrejurărilor. S-a decis convocarea unui Veće antifascist, sau adunare, a Mișcării de Eliberare Populară din Iugoslavia. Va dăinui că Veće-le s-a întâlnit la 26 noiembrie 1942, în orașul Bihać și au fost prezenți delegați reprezentând toate popoarele Iugoslaviei. Au fost adoptate decizii istorice de anvergură și a fost ales un comitet executiv. Veće a reprezentat toate partidele antifasciste și a unit toate tendințele politice, indiferent de religie și naționalitate. Veće s-angajat să mobilizeze toate mijloacele pentru a ajuta Armata Populară de Eliberare și să continue să organizeze Comitete de Eliberare a Poporului, nu numai în zonele eliberate, ci și pe teritoriile încă ocupate de inamic.
| Nume                                                                                       | înființare      |
| ------------------------------------------------------------------------------------------ | --------------- |
| Comitetul Principal de Eliberare Națională a Serbiei                                       | Noiembrie 1941* |
| Consiliul de Stat Antifascist de Eliberarea Națională a Croației (ZAVNOH)                  | Iunie 1943      |
| Comitetul Sloven de Eliberare Națională (SNOS)                                             | Octombrie 1943  |
| Consiliul de Stat Antifascist de Eliberarea Națională a Muntenegrului și Boka (ZAVNOCGB)   | Noiembrie 1943  |
| Consiliul de Stat Antifascist de Eliberarea Națională a Bosniei și Herțegovinei (ZAVNOBiH) | Noiembrie 1943  |
| Comitetul principal de eliberare națională a Voivodinei                                    | Noiembrie 1943  |
| Consiliul Țării Antifascist de Eliberare a Poporului din Sanjak (ZASNOS)                   | Noiembrie 1943  |
| Adunarea Antifascistă de Eliberarea Națională a Macedoniei (ASNOM)                         | August 1944     |
| *Înființată în timpul existenței Republica de la Užice                                     |                 |

### A doua sesiune

#### Delegații
După ce Italia a capitulat în fața Aliaților și forțele aliate occidentale au înaintat spre Iugoslavia, Tito a anunțat o altă sesiune a AVNOJ. Încă din sesiunea anterioară, aliații occidentali au început să-i sprijine pe partizani, iar Tito a luat în considerare o posibilă debarcare britanică în Iugoslavia. În octombrie 1943, chiar înainte de a doua sesiune, comitetul central al KPJ a înființat Comitetul Național de Eliberare a Iugoslaviei (NKOJ), un organ executiv integral iugoslav, desemnat să îndeplinească rolul unui guvern interimar.
AVNOJ s-a reunit din nou la Jajce la 29 și 30 noiembrie 1943; Ribar a prezidat ședința în calitate de președinte al consiliului executiv. Inițial KPJ a planificat ca la a doua sesiune a AVNOJ să participe 250 de delegați aleși de consiliile funciare regionale. Numărul de delegați a fost ulterior crescut cu 53 pentru a include delegații din Macedonia și din Sandžak. În total, 78 de delegați urmau să fie aleși în Croația, 53 în Bosnia și Herțegovina, 53 în Serbia, 42 în Slovenia, 42 în Macedonia, 16 în Muntenegru, 11 în Sandžak și 8 în Voivodina. Din cei 303 planificați, 142 de delegați au sosit până la începutul sesiunii iar alți 163 de adjuncți au participat și la sesiune. Deputații din Sandžak sau Macedonia au absentat. Comitetul Principal de Eliberare Națională a Serbiei nu a putut organiza alegeri din cauza ocupației germane în Serbiei. În schimb, delegații sârbi au fost aleși de unități partizane individuale originare din Serbia; prin urmare, estul Iugoslaviei a fost subreprezentat.

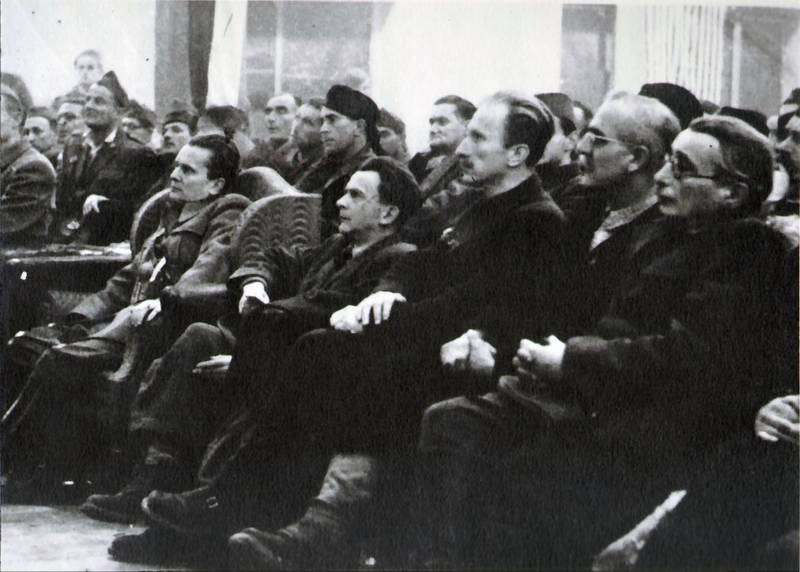
O imagine din a doua sesiune AVNOJ: Josip Broz Tito, Josip Vidmar, Edvard Kocbek, Josip Rus și Moša Pijade

| Region                               | Cota delegaților | Delegații prezenți | Deputații prezenți |
| ------------------------------------ | ---------------- | ------------------ | ------------------ |
| Croatia                              | 78               | 37                 | 67                 |
| Bosnia și Herțegovina                | 53               | 46                 | 43                 |
| Serbia                               | 53               | 24*                | –                  |
| Slovenia                             | 42               | 17                 | 42                 |
| Macedonia                            | 42               | –                  | –                  |
| Muntenegru                           | 16               | 16                 | 11                 |
| Sandžak                              | 11               | –                  | –                  |
| Voivodina                            | 8                | 2                  | –                  |
| Total                                | 303              | 142                | 163                |
| *Numiți de unitățile partizane sârbe |                  |                    |                    |

#### Elemente de bază pentru un nou stat

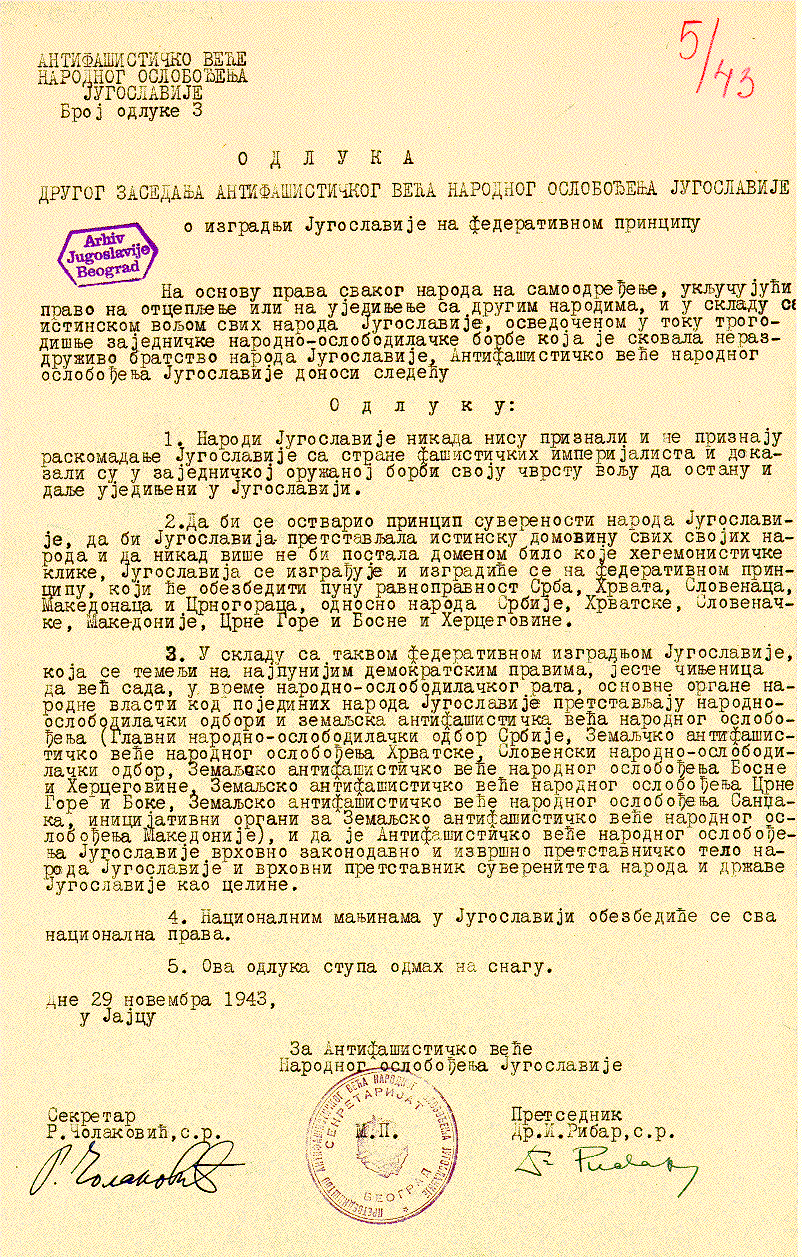
Decizia AVNOJ de a făuri o nouă Iugoslavie cu statut de federație pentru a asigura egalitatea națiunilor sale

Deciziile pe care AVNOJ le-a luat au avut o semnificație importantă din punct de vedere politic și constituțional. S-a autodeclarat organul legislativ suprem al țării și reprezentativ al suveranității iugoslave, a proclamat crearea unui stat democratic federativ și a fixat granițele a șase republici Slovenia, Croația, Bosnia și Herțegovina, Serbia, Muntenegru și Macedonia. Doar Sandžak a fost listat printre alte entități regionale de importanță redusă, chiar dacă consiliul său funciar era încă inclus printre „cele șapte organe de bază ale guvernului popular”. Deși poziția națiunilor și a regiunilor individuale nu a fost elaborată mai departe, a doua sesiune a AVNOJ a determinat tipul de sistem federal care urma să fie introdus în Iugoslavia, urmând modelul Uniunii Sovietice.
Ideile lui Tito le-au combătut pe cele ale modelului adoptat de Consiliul de Stat Antifascist de Eliberarea Națională a Croației și ale Partidului Comunist din Croația (KPH), o componentă nominală independentă a KPJ înființată în Croația. Liderul KPH Andrija Hebrang a pledat pentru o federație iugoslavă descentralizată în care partidele și organele comuniste stabilite în unități federale să fie suverane. În schimb, Tito viziona unitățile federale doar ca diviziuni administrative. Hebrang a fost înlocuit la sfârșitul anului 1944 de Vladimir Bakarić, care a schimbat opiniile KPH despre federalism cu cele ale lui Tito.
AVNOJ nu a dat recunoaștere autorității guvernului în exil și a interzis regelui Petru al II-lea să se întoarcă în țară până când poporul va decide viitorul monarhiei după război. De asemenea, a declarat că toate acordurile încheiate anterior de guvernul în exil să fie supuse revizuirii și aprobării, renegocierii sau anulării, declarând, în același timp, că orice alte acorduri încheiate de guvernul în exil sunt nule. În plus, AVNOJ a declarat că Iugoslavia nu a acceptat niciodată partiția din 1941.În cele din urmă, Tito a primit gradul de Mareșal al Iugoslaviei.
AVNOJ și-a ales o nouă președinție alcătuită din șase membrii, cu Ribar în calitate de președinte. Au fost numiți cinci vice-președinți: Antun Augustinčić, Moša Pijade, Josip Rus, Dimitar Vlahov, și Marko Vujačić. Radonja Golubović și Rodoljub Čolaković au deținut funcțiile de secretari ai președinției. O parte dintre delegații AVNOJ nu erau comuniști, prin urmare președinția a inclus câțiva membri necomuniști ai HSS din perioada antebelică și ai Partidului Democrat Independent. NKOJ a fost obținut statutul de guvern. Tito a fost numit președinte al NKOJ și a avut trei vicepreședinți. Edvard Kardelj și Vladislav S. Ribnikar erau membri KPJ iar al treilea, Božidar Magovac, era membru HSS. În cele din urmă, AVNOJ a lăudat și a mulțumit oficial Cartierului General Suprem al lui Tito și forțelor partizane pentru lupta lor armată.
| Nume                  | Note, portofoliu           |
| --------------------- | -------------------------- |
| Josip Broz Tito       | președinte, Apărare        |
| Edvard Kardelj        | Vicepreședinte             |
| Božidar Magovac       | Vicepreședinte             |
| Vladislav S. Ribnikar | Vicepreședinte, Informații |
| Sulejman Filipović    | Păduri și Minereuri        |
| Frane Frol            | Judiciar                   |
| Milivoj Jambrišak     | Sănătate                   |
| Edvard Kocbek         | Educație                   |
| Anton Kržišnik        | Politică socială           |
| Ivan Milutinović      | Economie                   |
| Mile Peruničić        | Alimentație                |
| Rade Pribičević       | Construcții                |
| Josip Smodlaka        | Afaceri externe            |
| Dušan Sernec          | Finanțe                    |
| Todor Vujasinović     | Reconstuctie economică     |
| Vlada Zečević         | Afaceri interne            |
| Sreten Žujović        | Transport                  |

#### Recunoașterea aliaților și evoluțiile în 1944

Stema Federației Democrate a Iugoslaviei. Data afișată în partea de jos denotă a doua sesiune AVNOJ

pe 15 ianuarie 1944, AVNOJ a introdus multilingvismul în procedurile sale, hotărând să-și publice lucrările oficiale în limbile sârbă, croată, slovenă și macedoneană. În februarie, AVNOJ și NKOJ au adoptat o nouă stemă a viitoarei federații la solicitarea lui Tito. Stema era alcătuită cinci torțe aprinse care ardeau ca o singură flacără, desemnând cinci națiuni unite; acesta era încadrată de snopi, în vârf era așezată stea roșie cu cinci colțuri și panglică albastră infășurată ce purta numele țării, Federația Democrată a Iugoslaviei.
Stalin a fost înfuriat că AVNOJ nu a urmat sfatul sovietic de a nu înființa NKOJ cu rol de guvern interimar și pentru că nu a dat recunoaștere guvernului în exil. Stalin a fost în mod special îngrijorat de faptul că Tito își asumase președinția NKOJ și că a fost ridicat la gradul de Mareșal. El a crezut că acest lucru va da de înțeles aliaților occidentali că KPJ luptă de fapt pentru o revoluție. Stalin a fost supărat și din pricina faptului că nu a primit nicio notificare prealabilă cu privire la aceste decizii.
Contrar așteptărilor lui Stalin, aliații occidentali nu s-au opus cu vehemență deciziilor AVNOJ. Astfel, a continuat furnizarea de echipamente și arme britanice partizanilor, care a început în a doua jumătate a anului 1943 în conformitate cu strategia mediteraneană a lui Churchill.La numai câteva zile după cea de-a doua sesiune a AVNOJ, aliații i-au recunoscut pe partizani ca forță aliată la Conferința de la Teheran și au încetat să mai trimită ajutor militar cetnicilor.La îndemnul primului ministru britanic Winston Churchill, guvernul în exil condus de Ivan Šubašić și NKOJ condus de Tito au semnat Tratatul de la Vis la 16 iunie 1944; guvernul în exil a dat recunoștere autorității AVNOJ în schimbul angajamentului NKOJ de a amâna decizia privind constituția Iugoslaviei până după război. Tito și Šubašić au încheiat un alt acord la 1 noiembrie la Belgrad; Šubašić a recunoscut AVNOJ ca organ legislativ al Iugoslaviei și a fost de acord să formeze un nou guvern format din 18 persoane. Șase dintre membri urmau să fie din partea guvernului în exil și doisprezece din partea NKOJ. Conducerea cetnicilor a venit la rândul ei cu un răspuns ca urmare a celei de-a doua sesiuni AVNOJ. La Congresul de la Ba, desfășurat în ianuarie 1944, a fost propusă o soluție alternativă pentru guvernul postbelic. În conformitate cu propaganda cetnică contemporană, congresul a condamnat, de asemenea, AVNOJ pe care l-a considerat un produs al colaborării dintre comuniști și mișcarea ustașă împotriva sârbilor.

#### Persecuția germanilor
La 21 noiembrie 1944, președinția AVNOJ i-a declarat vinovați pe germanii din Iugoslavia în mod colectiv pentru războiul Iugoslaviei și i-a considerat inamici. Germanii din zonele controlate de partizani se aflau în internare. Înainte de 1944, în Iugoslavia trăiau aproximativ o jumătate de milion de germani. Aproximativ 240.000 au fost evacuați înainte de sosirea Armatei Roșii, alți 150.000 au fost ulterior deportați în URSS pentru a lucra ca muncă forțată, 50.000 au murit în lagărele de muncă iugoslave și alți 15.000 au fost uciși de partizani. Majoritatea celorlalți au fost expulzați din Iugoslavia iar proprietățile lor au fost confiscate. Mai puțin de 56.000 de etnici germani au rămas până la recensământul din 1948.

### A treia sesiune

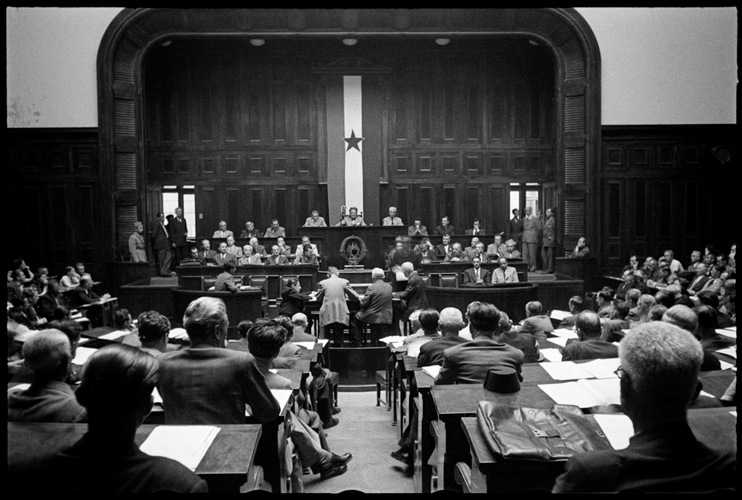
Ultima sesiune a AVNOJ a avut loc la Belgrad în 1945

În februarie 1945, la propunerea aliaților, AVNOJ s-a extins pentru a include membri proveniți din Serbia, Muntenegru și Kosovo-Metohija, care nu fuseseră reprezentați la a doua sesiune. AVNOJ a fost extins din nou la sfârșitul lunii martie pentru a include 54 de membri ai parlamentului iugoslav antebelic, așa cum prevedea Acordului Tito-Šubašić. La Conferința de la Ialta, Churchill și Stalin au discutat despre deciziile luate de AVNOJ; au fost de acord să ceară ratificarea tuturor deciziilor AVNOJ de către viitoarea Adunare Constituțională Iugoslavă.
În februarie 1945, președinția AVNOJ a hotărât să nu facă din Sandžak una dintre unitățile federale ale Iugoslaviei. La rândul său, Consiliul Antifascist de Eliberare a Poporului din Sandžak a împărțit regiunea de-a lungul graniței dintre Serbia și Muntenegru de dinainte de 1912 și s-a autodesființat. Parlamentul Antifascist de Eliberare a Poporului Serbiei (ASNOS) a ținut prima sesiune ordinară între 7 și 9 aprilie și a votat în favoarea anexării Voivodinei, Kosovo și a unei părți din Sandžak. Consiliul Popular de Eliberare a Regiunilor Kosovo-Metohija a ținut prima sesiune ordinară între 8 și 10 iulie, iar un organ corespondent al Voivodinei s-a reunit pe 30 și 31 iulie; ambele organe au decis ca regiunea pe care o reprezentau să fac parte din cadrul Serbiei. Toate aceste decizii au fost confirmate la a treia sesiune a AVNOJ din august 1945. Până la sfârșitul lunii, AVNOJ a discutat și a hotărât să schimbe frontierele tuturor unităților federale iugoslave în conformitate cu granițele corespunzătoare dinainte de 1941 și dinainte de 1918.
A treia sesiune AVNOJ a avut loc la Belgrad între 7 și 26 august 1945, ca parte a pregătirii Adunării Constituționale. A fost din nou prezidată de Ribar. Pe 11 noiembrie s-au organizat alegeri parlamentare, iar 
Adunarea Constituțională s-a convocat la 29 noiembrie 1945. Adunarea a continuat să ratifice deciziile luate anterior de AVNOJ.

## Moștenire

AVNOJ a delimitata granițele intra-iugoslave dintre republicile constitutive ale federației.

Existența AVNOJ-ului a avut ca și consecință înfrângere a naționalismului sârb. În perioada antebelică, Serbia se afla într-o poziție dominantă în Regatul Iugoslaviei. Comparativ cu situația dinainte de război, precum și cu teritoriul deținut de Regatul Serbiei înainte de Primul Război Mondial, Serbia a pierdut Macedonia și Muntenegru. AVNOJ a oferit Bosniei și Herțegovinei statut de membru egal al federației iugoslave, stabilind și confirmând granițele care-i separă pe sârbii care trăiesc în acele regiuni și în Croația de Serbia. Aceste frontiere sunt uneori denumite „granițe AVNOJ”.
În 1945, această situație a cauzat neliniște în rândul sârbilor care se temeau să fie împărțiți între mai multe republici constitutive iugoslave. Ca răspuns, Tito și regimul iugoslav au folosit retorica menită să diminueze semnificația aparentă a granițelor intra-iugoslave. Deși granițele pe care AVNOJ le-a trasat inițial ca și granițe administrative, acestea au dobândit importanță odată cu descentralizarea ulterioară și destrămarea Iugoslaviei. Iredentismul sârbesc care prevedea teritorii dincolo de granițele stabilite AVNOJ a fost un factor care a contribuit la revolta sârbilor din 1990 din Croația și la războiul Bosniac din 1992-1995.
A doua sesiune a AVNOJ a fost sărbătorită în Iugoslavia postbelică ca naștere a țării iar evenimentul a fost comemorat anual la 29 și 30 noiembrie ca sărbătoare națională de două zile. Au fost înființate muzee în clădirile care au găzduit prima și a doua sesiune a AVNOJ.